# James Hinds
James Hinds, född 5 december 1833 i Hebron i delstaten New York, död 22 oktober 1868 i Monroe County i Arkansas, var en amerikansk jurist och politiker. I Minnesota var han verksam som federal åklagare och år 1865 flyttade han till Arkansas. Han var ledamot av USA:s representanthus från 22 juni 1868 fram till sin död. I representanthuset företrädde han Republikanska partiet men hade tidigare varit med i Demokratiska partiet.
Hinds var 1868 en av de första kongressledamöterna från Arkansas efter amerikanska inbördeskriget. Redan samma år som Hinds hade tillträtt mördades han av George A. Clark. Gärningsmannen var sekreterare för Demokraternas organisation i Monroe County och misstänktes dessutom vara medlem i Ku Klux Klan.